# Supercopa do Brasil 2019 (calcio a 5)
La Supercopa do Brasil 2019 è stata la 4ª edizione del torneo. La competizione si è giocata dal 13 al 16 marzo 2019.

## Squadre partecipanti
| Squadre     | Qualificazione                                    |
| ----------- | ------------------------------------------------- |
| Pato        | Vincitore della LNF 2018 e della Taça Brasil 2018 |
| Atlântico   | Secondo posto alla Taça Brasil 2018               |
| Corinthians | Vincitore della Copa do Brasil 2018               |
| Marreco     | Squadra ospitante                                 |

## Risultati

### Tabellone
|  | Semifinali  | Semifinali  | Semifinali  |             |         | Finale          | Finale          | Finale          |  |
|  |             |             |             |             |         |                 |                 |                 |  |
|  | Marreco     | Marreco     | 3           |             |         |                 |                 |                 |  |
|  | Marreco     | Marreco     | 3           |             |         |                 |                 |                 |  |
|  | Pato        | Pato        | 1           |             |         |                 |                 |                 |  |
|  | Pato        | Pato        | 1           |             | Marreco | Marreco         | 2               |                 |  |
|  |             |             |             |             | Marreco | Marreco         | 2               |                 |  |
|  |             |             | Corinthians | Corinthians | 4       |                 |                 |                 |  |
|  | Corinthians | Corinthians | Corinthians | Corinthians | 4       | 3               |                 |                 |  |
|  | Corinthians | Corinthians |             |             |         | 3               |                 |                 |  |
|  | Atlântico   | Atlântico   | 0           |             |         | Finale 3º posto | Finale 3º posto | Finale 3º posto |  |
|  | Atlântico   | Atlântico   | 0           |             |         |                 |                 |                 |  |
|  |             |             |             |             |         |                 |                 |                 |  |
|  |             |             |             |             |         | Pato            | Pato            | 1               |  |
|  |             |             |             |             |         | Pato            | Pato            | 1               |  |
|  |             |             |             |             |         | Atlântico       | Atlântico       | 0               |  |